# لو پالیدو
لو پالیدو (به فرانسوی: Le Palidor) یک منطقهٔ مسکونی در فرانسه است که در سن بارتلمی در کارائیب واقع شده‌است.